# 지중해 (해양학)
해양학에서 지중해(地中海)는 주위가 땅으로 둘러싸인 바다로, 다른 대양과 해류에 의한 심해수 교환이 거의 없이, 염분 농도나 온도 차에 의한 해수 교환만이 있는 바다를 말한다.
지중해는 염분 농도가 높은 바다와 염분 농도가 낮은 바다로 나눌 수 있다. 증발 등으로 염분 농도가 높은 지중해는 바깥 바다와 연결된 해협의 윗 부분으로는 염도가 낮은 바깥 바다의 물이 흘러들고, 아랫 부분으로 염도가 높은 지중해의 물이 빠져나간다.
강물의 유입 등으로 염분 농도가 낮은 지중해는 반대로 염분 농도가 낮은 지중해의 물이 해협의 윗 부분으로 빠져나가고, 염분 농도가 높은 바깥 바다의 물이 아래 쪽으로 흘러든다. 염분 농도가 낮은 지중해는 심층수의 교환이 충분치 않아 바닥 부분은 산소의 공급이 모자라게 된다.
대서양의 지중해:
- 지중해 ("유라프리카 지중해", 또는 "유럽 지중해") - 흑해와 아조프해, 마르마라해를 포함.
- 북극해 ("북극 지중해")
- 아메리카 지중해: 멕시코만과 카리브해
- 배핀만
- 발트해

인도양의 지중해:
- 페르시아만
- 홍해

인도양과 태평양 사이의 지중해:
- 오스트랄라시아 지중해: 순다 제도와 필리핀에 의해 닫혀 있는 바다. 반다해, 술루해, 술라웨시해, 자와해 등.

홍해와 페르시아 만은 염분 농도가 높은 지중해이다. 유라프리카 지중해 역시 전체적으로는 염도가 높은 지중해이나 그러나 흑해와 아드리아해는 다뉴브강, 돈강, 드네프르강, 포강 등이 흘러들어 염도가 낮다. 그밖의 지중해들도 염분 농도가 낮은 바다이다.
허드슨만은 깊이가 얕아 기능적으로는 강 하구와 비슷하다. 동해는 깊이가 깊고 연결된 해협은 좁아 지중해에 가까우나 태평양으로부터 강한 대마난류가 흘러들어 해수의 교환이 활발하다.

## 같이 보기
- 연해